# Вибори до Житомирської обласної ради 2015
Вибори до Житомирської обласної ради 2015 — вибори депутатів Житомирської обласної ради, які відбулися 25 жовтня 2015 року в рамках проведення місцевих виборів у всій країні.
Вибори відбулися за пропорційною системою, в якій кандидати закріплені за 64 виборчими округами. Для проходження до ради партія повинна була набрати не менше 5% голосів.

## Кандидати
Номери партій у бюлетені подані за результатами жеребкування:
| Номер у бюлетені | Назва                                 | Кількість кандидатів | Перший номер                    |
| ---------------- | ------------------------------------- | -------------------- | ------------------------------- |
| 1                | «Об'єднання „Самопоміч“»              | 56                   | Ейсмонт Віталій Станіславович   |
| 2                | Радикальна партія Олега Ляшка         | 65                   | Смичок Ілля Анатолійович        |
| 3                | «Соціалісти»                          | 9                    | Семененко Андрій Глєбович       |
| 4                | Аграрна партія України                | 64                   | Дідківський Микола Петрович     |
| 5                | «Відродження»                         | 61                   | Бондарчук Тетяна Павлівна       |
| 6                | «Опозиційний блок»                    | 65                   | Павленко Юрій Олексійович       |
| 7                | Республіканська платформа             | 28                   | Климчук Леонід Олександрович    |
| 8                | УКРОП                                 | 50                   | Раупов Рустам Бурханович        |
| 9                | «Наш край»                            | 34                   | Дебой Володимир Михайлович      |
| 10               | Народна партія                        | 58                   | Рудченко Микола Миколайович     |
| 11               | Патріотична партія України            | 63                   | Умінський Олег Феліксович       |
| 12               | «Нова держава»                        | 51                   | Тимошенко Микола Михайлович     |
| 13               | «Блок Петра Порошенка „Солідарність“» | 65                   | Забродський Михайло Віталійович |
| 14               | ВО «Свобода»                          | 60                   | Кізін Сидор Васильович          |
| 15               | ВО «Батьківщина»                      | 65                   | Лабунська Анжеліка Вікторівна   |
| 16               | Партія простих людей Сергія Капліна   | 25                   | Давиденко Роман Дмитрович       |

## Результати
| Місце | Партія                                | % голосів | Кількість голосів | Зміна % 2015 до 2010 | Усього місць |
| ----- | ------------------------------------- | --------- | ----------------- | -------------------- | ------------ |
| 1     | «Блок Петра Порошенка „Солідарність“» | 21,61%    | 98 726            | —                    | 17           |
| 2     | ВО «Батьківщина»                      | 16,87%    | 77 065            | ▲ +0,52%             | 13           |
| 3     | «Опозиційний блок»                    | 8,45%     | 38 607            | ▼ -9,27%             | 7            |
| 4     | Радикальна партія Олега Ляшка         | 8,22%     | 37 558            | —                    | 6            |
| 5     | «Об'єднання „Самопоміч“»              | 7,56%     | 34 532            | —                    | 6            |
| 6     | Народна партія                        | 6,88%     | 31 423            | ▲ +1,06%             | 5            |
| 7     | УКРОП                                 | 6,59%     | 30 105            | —                    | 5            |
| 8     | ВО «Свобода»                          | 6,20%     | 28 316            | ▲ +4,24%             | 5            |
| 9     | Аграрна партія України                | 4,47%     | 20 440            | —                    | —            |
| 10    | «Нова держава»                        | 2,70%     | 12 346            | ▼ -2,71%             | —            |
| 11    | Партія простих людей Сергія Капліна   | 2,68%     | 12 245            | —                    | —            |
| 12    | «Наш край»                            | 2,35%     | 10 727            | —                    | —            |
| 13    | Республіканська платформа             | 1,70%     | 7760              | —                    | —            |
| 14    | Патріотична партія України            | 1,52%     | 6923              | —                    | —            |
| 15    | «Відродження»                         | 1,43%     | 6529              | —                    | —            |
| 16    | «Соціалісти»                          | 0,79%     | 3614              | —                    | —            |
|       | Усього голосів за партії              | 100%      | 456 916           |                      | 64           |
|       | Недійсні                              | 4,86%     | 23 456            |                      |              |
|       | Усього (явка 49,27%)                  | —         | 482 712           |                      |              |